# Suhl-i Kull
Suhl-i kull fou el principi central d'un moviment religiós creat per Akbar el Gran a l'Índia anomenat Tauhid-i Ilahi. L'estació més alta era la mahabbat-i kull ('amor absolut') i al centre hi havia la suhl-i kull o pau absoluta. El moviment proclamava la tolerància universal de totes les creences. Fins al 1579 Akbar fou considerat intèrpret ortodox de la xaria però després del mahdar dels teòlegs d'aquell any, la nova religió es va allunyar de l'ortodòxia. El 1591 la religió va considerar la pregària i el dejuni dels musulmans com exercicis rituals i Akbar va prohibir al seu fill Mirza Murad d'oposar-se a aquestes pràctiques, posant la tolerància absoluta per damunt de tot. Aquest principi fou massa avançat pel seu temps i la religió d'Akbar no va arrelar.